# Gustav Pettersson
För den svenske politikern med samma namn, se Gustav Pettersson (politiker).
Karl Gustav Hjalmar Pettersson, född 30 januari 1895 i Viborg, död 1979, var en finländsk företagsledare, organist och kyrkomusiker.
Pettersson, som var son till gjutmästare Theodor Pettersson och Maria Heiskanen, var direktör i Tiekone Oy i Helsingfors 1925–1958. Han avlade examen vid Helsingfors kyrkomusikinstitut 1933, var kantor-organist i Helsingfors norra svenska församling 1931–1940 och kantor 1940–1960. Han var vicedirigent för Brages sångkör 1920–1933, i Suomen Laulu 1920–1939, ledare för Svenska KFUM:s sångkör 1919–1926, för Gamla kyrkans kör 1926–1960 och för Tölö kyrkokör 1931–1939. Han var pionjär i att införa gregoriansk och gamla mästares verk i kyrkokörernas repertoarer och introducerade Dietrich Buxtehudes och Heinrich Schütz körverk i Finland. Han komponerade åtta koraler intagna i den finlandssvenska koralboken.
Pettersson var sekreterare i Finlands svenska kyrkosångsutskott 1928–1934, ordförande i Finlands svenska Kantor-organistförening 1947–1956. Han var medlem av kyrkorådet 1951–1959, av kyrkofullmäktige 1951–1961 och deltog i kyrkomötet 1953. Han blev director cantus 1945, hedersledamot av kantor-organistförbundet i Finland 1947, Norge 1949, Sverige 1950, Island 1952, Danmark 1955, hedersordförande i Kyrkomusikerföreningen 1956, hedersledamot i Sveriges kyrkosångsförbund 1957 och i KFUM 1963. Han var innehavare av Finlands svenska kyrkosångsförbunds förtjänsttecken i guld.